# حزب کمونیست فیلیپین
حزب کمونیست فیلیپین (به فیلیپینی: Partido Komunista ng Pilipinas) یک سازمان انقلابی و حزب کمونیست پیشتاز در فیلیپین است که در ۲۶ دسامبر ۱۹۶۸ توسط خوزه ماریا سیسون تأسیس شد. رئیس جمهور کنونی فیلیپین رودریگو دوترته این حزب را یک «گروه تروریستی»اعلام کرده‌است. حزب کمونیست فیلیپین یک جنگ گریلایی را از اواخر دههٔ ۱۹۶۰ علیه دولت به پیش برده‌است. اگرچه در ابتدا تعداد نیروهای مبارز این حزب نزدیک به ۵۰۰ نفر بود، اما شمار اعضای کمونیست به دلیل اعلام و وضع کردن حکومت نظامی توسط رئیس جمهور پیشین فردیناند مارکوس در خلال حکومت ۲۱ ساله‌اش به صورت نمایشی رشد کرد. پس از پایان دیکتاتوری مارکوس، شمار مبارزان کمونیست به بیش از ۱۰ هزار نفر رسیده‌بود که حفظ غیرکمونیست‌ها را در استان‌های روستایی برای حاکمان بعدی دشوار می‌کرد. رئیس جمهور قبلی کرازون آکینو در نطق خود در کنگرهٔ آمریکا اشاره کرد که کمونیسم به وسیلهٔ ابزارهای غلطی که به صورت وسیع توسط حکومت‌های متعدد به کار می‌رود، رشد می‌کند و این درسی در مواجهه با شورش‌های کمونیستی است. در سال ۲۰۱۶ در حکومت بنیگنو آکینو شمار اعضای حزب پس از سه دهه عملیات از جانب حکومت، به نزدیک به ۵۰۰ تن رسید. با این حال پس از اعلام حکومت نظامی در میندانائو توسط رودریگو دوترته در سال ۲۰۱۷، این رقم دوباره به حدود ۱۰۰۰ نفر رسید. حزب کمونیست کماکان یک سازمان سیاسی زیرزمینی باقی مانده‌است و از زمان تأسیسش به‌صورت مخفیانه به انجام عملیات پرداخته‌است. این حزب هدف خود را غلبه بر حکومت فیلیپین از طریق انقلاب مسلحانه قرار داده است، اگرچه در برخی از مقاطع زمانی نسبت به پیشنهاد حکومت مبنی بر اتحاد تعهد نشان داده‌است. با این حال، مذاکرات همیشه به یک سال نرسیده و شورش ادامه داشته‌است. حزب به صورت مستقیم جبهه دموکراتیک ملی و نیز ارتش خلق نوین را رهبری کرده که به عنوان شاخهٔ نظامی آن فعالیت کرده‌است.